# استخوان‌سازی درون‌غشایی
استخوان‌سازی درون‌غشایی (انگلیسی: Intramembranous ossification) یعنی مینرالیزاسیون (معدنی شدن) مستقیم ماتریکس مترشحه از استئوبلاست‌ها. این نوع استخوانی شدن منشاً تشکیل بسیاری از استخوان‌های پهن است و در ضخامت بافت‌های مزانشیمی رخ می‌دهد و نیز این فرایند در رشد استخوان‌های کوتاه و ضخیم شدن استخوان‌های بلند نیز نقش دارد.
در بافت مزانشیمی، بخشی حالت متراکم می‌یابد و مرکز اولیهٔ استخوانی شدن نامیده می‌شود و سپس گروه‌هایی از سلول‌های آن به استئوبلاست تمایز می‌یابد و بعد از تشکیل ماتریکس جدید استخوانی و کلسیفیکاسیون، سلولهای محصور شده به استئوسیت مبدل می‌شوند و این جزایر استخوانی در حال نمو خار یا اسپیکول spicule نامیده می‌شوند که حفره‌های دراز حاوی مویرگ‌ها و سلول‌های مغز استخوان و سلول‌های تمایزنیافته را محصور می‌نمایند.
مراکز استخوانی شدن متعدد یک استخوان به‌طور شعاعی رشد کرده و سرانجام به هم متصل می‌شوند و جایگزین بافت همبند اولیه می‌گردند.
بخشی از بافت همبند که در روند استخوانی شدن شرکت نمی‌کند، به پریوستئوم و اندوستئوم استخوان داخل غشایی تبدیل می‌شود.